# CorePNG
CorePNG — это сжимающий без потерь RGB-видеокодек, основанный на использовании метода сжатия изображений PNG. Каждый кадр видео сжимается с использованием PNG-сжатия, позволяя использовать все возможности формата PNG, но также наследуя все его недостатки.

## Возможности
CorePNG поддерживает кодирование видео в цветовом пространстве RGB с глубиной цвета 24 или 32 бит. 
32-битная глубина позволяет использовать необязательный альфа-канал. Поддержка других цветовых пространств, таких как YUY2 или YV12, также предоставляется.
CorePNG поддерживает запись P-кадров, называемых delta кадрами, в видеопотоке они кодируют только различия между предыдущим и текущим кадрами. Однако, эта функция помечена как нестабильная.